# Molophilus facinus
Molophilus facinus är en tvåvingeart som beskrevs av Alexander 1940. Molophilus facinus ingår i släktet Molophilus och familjen småharkrankar. Inga underarter finns listade i Catalogue of Life.